# 第303飛行隊 (航空自衛隊)
第303飛行隊（だい303ひこうたい、JASDF 303rd Tactical Fighter Squadron）は、航空自衛隊中部航空方面隊第6航空団隷下の戦闘機部隊である。小松基地に所属し、戦闘機にF-15J/DJおよびF-35A、連絡機にT-4を運用する。

## 概要
1976年（昭和51年）10月26日、航空自衛隊3番目のF-4EJ戦闘機部隊として、小松基地の第6航空団隷下にて新編された。1987年（昭和62年）12月1日に、F-15J/DJ戦闘機への機種転換を行い、航空自衛隊5番目のF-15飛行隊となった。
2025年（令和7年）からF-35A戦闘機への機種転換を始め、同年4月1日に最初の3機が配備された。
部隊マークは、発足当初は「6」の数字と「石川県」の形を合わせたものが使用されていたが、その後第303飛行隊の前身である第4飛行隊で使われていた、コールサイン「ドラゴン」をモチーフにした、「6」の数字を模った中に、「ドラゴン（龍）」がデザインされたマークになった。F-15改編時には若干の変更がされ、龍に目が入れられた。F-15改編10周年（1997年）を機に現在のマークにリニューアルされた。

## 沿革
- 1975年（昭和50年）7月1日 - 第303飛行隊準備室設置[4]。
- 1976年（昭和51年）10月26日 - F-4EJを運用する戦闘機部隊として編成完結[1]。
- 1977年（昭和52年）6月17日 - F-4EJによる対領空侵犯措置任務付与[5]。
- 1981年（昭和56年）11月16日 - 航空総隊戦技競技会第1部門優勝[4][6]。
- 1982年（昭和57年）6月7日 - 航空総隊戦技競技会F-4部門優勝[4][7]。
- 1983年（昭和58年）11月14日 - 航空総隊戦技競技会総合優勝[4]。
- 1984年（昭和59年）11月5日 - 航空総隊戦技競技会総合優勝[4]。
- 1987年（昭和62年）6月13日 - 部隊創隊10周年記念行事を実施[4]。

6月30日 - 対領空侵犯措置任務解除。
7月1日 - F-15準備飛行班設置。
11月9日 - 航空総隊戦技競技会F-15部門準優勝。
12月1日 - F-15への機種改編式を実施。
- 1992年（平成04年）7月20日 - 航空総隊戦技競技会FI部門優勝[4]。
- 1995年（平成07年）5月26日 - 航空総隊戦技競技会F-15部門優勝[4]。

11月22日 - F-15僚機撃墜事故発生。
- 1998年（平成10年）3月21日 - F-15改編10周年記念行事を実施[4]。
- 2000年（平成12年） - コープノース・グアム2000に参加[8]。
- 2004年（平成16年）5月27日 - 航空総隊戦技競技会F-15部門優勝[4]。
- 2006年（平成18年）7月21日 - コープサンダー2006に参加[8]。
- 2007年（平成19年）3月3日 - 部隊創設30周年記念行事を実施[4]。

4月27日 - アメリカ空軍F-22A戦闘機と初めて異機種戦闘機戦闘訓練（DACT）実施。
- 2010年（平成22年）6月1日 - 航空総隊戦技競技会F-15部門優勝[4]。
- 2017年（平成29年）2月25日 - 部隊創設40周年記念行事を実施[4]。

## 歴代運用機
- 戦闘機
  - F-4EJ（1976年～1987年）
  - F-15J/DJ（1987年～）
  - F-35A（2025年～）

- 連絡機
  - T-33A（1976年～1994年 ）
  - T-4（1992年～）

## 登場作品

### 映画
『ミッドナイト・イーグル』
冒頭、日本アルプスへ墜落する「ミッドナイト・イーグル」を追跡する、小松からのスクランブル機として登場する。

### アニメ・漫画
『機動警察パトレイバー 2 the Movie』
幻の空爆で小松基地から要撃に出る第303飛行隊「プリースト」として登場する。
『よみがえる空 -RESCUE WINGS-』
主人公の同期が所属する飛行隊として登場する。また、第6-7話「Bright Side of Life（前編/後編）」において第303飛行隊所属のF-15DJ、コールサイン「メタル09（NATOフォネティックコードで「ジロ・ナイナー」と発音する）」が墜落し、主人公の属する小松救難隊が救助活動にあたっている。

### ゲーム
『ドラッグオンドラグーン』
フリーミッション「新宿上空」にて、プレイヤーに襲い掛かる敵戦闘機部隊として登場する。